# Lycée franco-bolivien Alcide-d'Orbigny

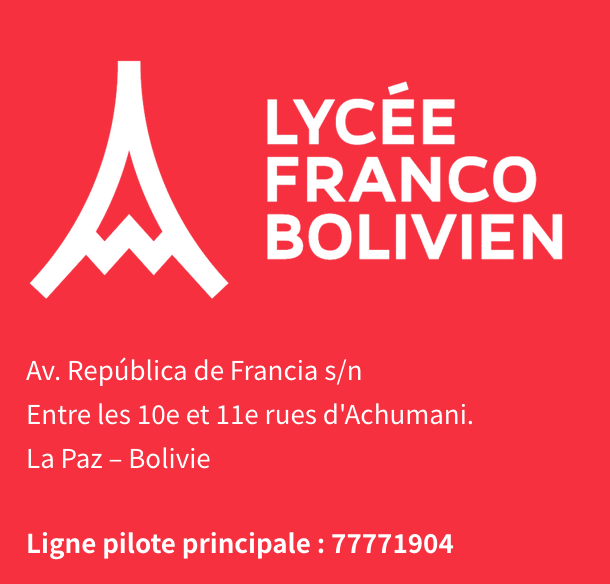
logo et adresse

## Origines
Le lycée franco-bolivien Alcide-d’Orbigny se situe à La Paz en Bolivie. Il accueille aujourd'hui 950 élèves de la maternelle à la terminale.
Cet établissement porte le nom d’Alcide Dessalines d’Orbigny, né le 6 septembre 1802 à Couëron (Loire-Inférieure) et mort le 30 juin 1857 à Pierrefitte-sur-Seine (Seine), un naturaliste, explorateur, malacologue et paléontologue français, célèbre pour son voyage en Amérique du Sud et ses travaux en paléontologie.

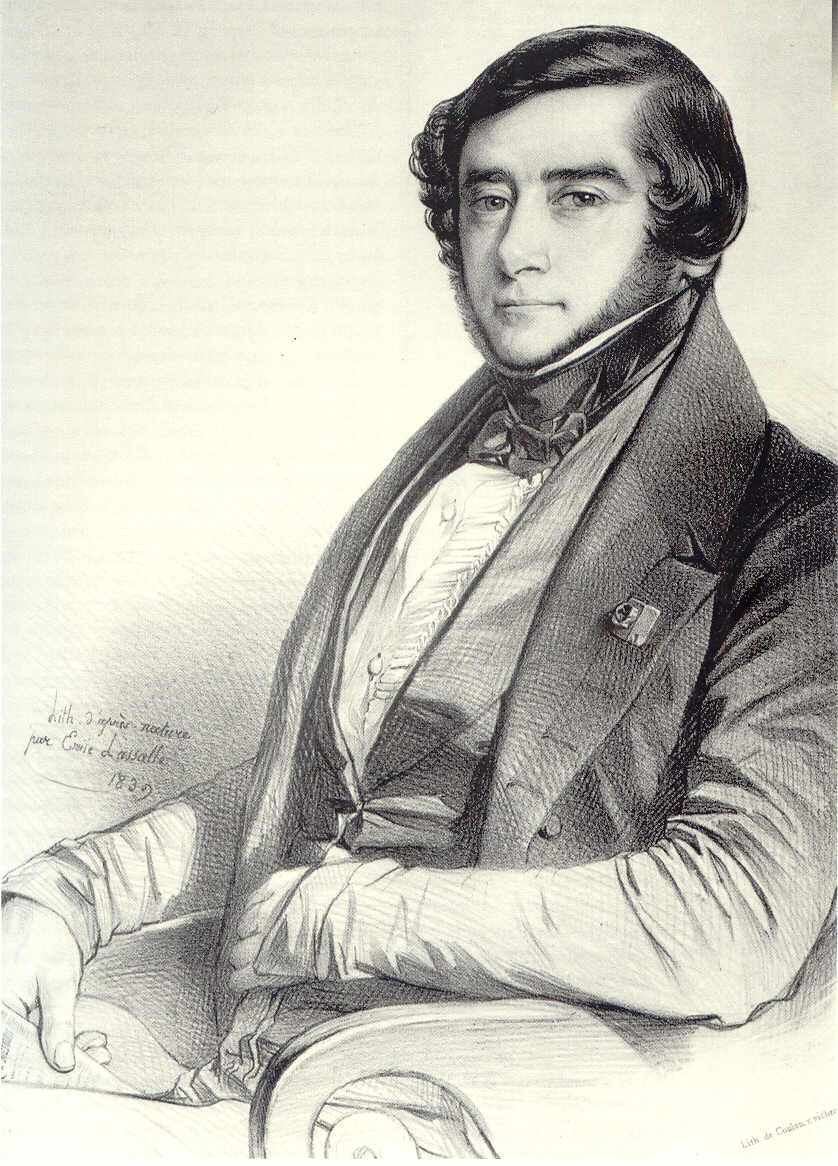
Alcide Dessalines d’Orbigny.

L'établissement a été fondé  grâce à un accord franco-bolivien de coopération culturelle signé en 1966 dont l'impulsion avait été donnée deux ans plus tôt avec la visite en Bolivie du président de Gaulle.

## Description
Lycée Franco-Bolivien
Le Lycée Franco-Bolivien est un établissement d’enseignement international situé à La Paz, en Bolivie. Il fait partie du réseau mondial de l’Agence pour l’Enseignement Français à l’Étranger (AEFE), qui regroupe 566 établissements dans 138 pays. Le lycée est homologué à la fois par le Ministère de l’Éducation bolivien et le Ministère de l’Éducation nationale français, permettant aux élèves de suivre un cursus bilingue et d’obtenir un double baccalauréat, bolivien et français.
Enseignement et pédagogie
- En maternelle, l'accent est mis sur l’accueil individualisé, le développement personnel et la socialisation des enfants. Les éducatrices, souvent formées en France, assurent un accompagnement attentif dans un cadre adapté aux premiers apprentissages.
- À l’école primaire, les élèves acquièrent des savoirs fondamentaux tout en développant leur curiosité scientifique, leur créativité artistique et leurs compétences sportives. L’introduction de l’anglais en CE2 permet l’apprentissage d’une troisième langue vivante. Des ateliers culturels, technologiques et sportifs complètent l’offre éducative.
- Au collège et au lycée, le Franco offre un cadre stimulant pour le développement personnel et académique. Les élèves participent à des projets variés : échanges internationaux, sorties pédagogiques, festivals, compétitions sportives et activités culturelles. Le cursus prépare au Diplôme National du Brevet puis au baccalauréat, avec un taux de réussite de 100 % depuis plus d’une décennie.
Objectifs et résultats
Le Lycée Franco-Bolivien vise l’excellence académique et une orientation réussie vers l’enseignement supérieur, dans un contexte international. L’établissement se distingue par un accompagnement personnalisé des élèves, une équipe pédagogique engagée et des infrastructures en constante amélioration.